# Leopold Fischer (kněz)
Leopold Fischer (20. dubna 1904 Zawiercie – 9. listopadu 1975 Kolín), farář Církve československé husitské, předseda kolínského okrsku a člen pražské diecézní rady.

## Život
Narodil se 20. dubna 1904 v polském městě Zawiercie v početné sklářské rodině Edmunda a Anny Fischerových. 
Základní školu i středoškolská studia absolvoval v rodném městě. 

### 1. republika
Po složení maturitní zkoušky na gymnáziu se přihlásil na Husovu československou evangelickou fakultu bohosloveckou v Praze, jejímž řádným posluchačem byl do r. 1926. V témže roce vstoupil do Církve československé husitské. Celý jeho další život byl poznamenán osobním setkáním s prvním patriarchou Karlem Farským. Když úspěšně složil první odbornou bohosloveckou zkoušku, byl 29. června 1928 v Praze vysvěcen na kněze. Na první farářské místo byl ustanoven do nově státně schválené náboženské obce v Chustu. Dne 6. listopadu 1928 se oženil s Josefou, rozenou Vorudovou. Po roce byl na vlastní žádost z Podkarpatské Rusi přeložen do Jilemnice, kde sloužil až do svého zatčení gestapem..

### Protinacistický odboj
Podepsáním mnichovského diktátu v září 1938 byla náboženská obec v Jilemnici zmenšena o 17 politických obcí. Bezmála polovina z více než 3000 členů Církve československé husitské se rázem ocitla za hranicemi protektorátu. Zadluženou obec sužovaly finanční problémy, protože se výrazně snížily její příjmy. Jen na služném dlužila Leopoldu Fischerovi 7800 Korun. Přesto farář, kterému se podařilo získat povolení do takzvaných Sudet, nadále navštěvoval věřící na odtrženém příhraničním území, povzbuzoval je a posiloval Božím slovem.
Na podzim 1939 byl Leopold Fischer kontaktován důstojníky ze skupiny plukovníka Petra Nováka. Major Jan Petera a jeho bratr Emanuel ho vyzvali ke spolupráci s vojenskou organizací Obrana národa, jejíž krajský velitelský štáb sídlil v Hradci Králové. Až do svého zatčení byl pověřen zpravodajskými úkoly, získával a předával informace vojenského a hospodářského rázu na území takzvaných Sudet. Současně udržoval kontakty s rodinami zatčených příslušníků odboje, pro které organizoval podpůrné akce. Dne 2. srpna 1942 byl se skupinou několika občanů z Jilemnice zatčen gestapem a uvězněn ve Valdicích u Jičína. Z valdických Kartouz byl převezen k dalším výslechům do věznice v Praze na Pankráci. Protože se gestapu během vyšetřování nepodařilo Leopoldu Fischerovi prokázat účast v odbojové organizaci Obrana národa, byl 23. září 1942 propuštěn, ale dostal zákaz pobytu v Jilemnici a dalších 12 okolních okresech. Po několikaměsíčním nuceném pobytu v Kyjově na Moravě, kdy nesměl vykonávat farářskou službu, mohl být po intervencích vedení Církve československé husitské v dubnu 1943 ustanoven pomocným duchovním v Kolíně. Od konce dubna 1945 se podílel na utvoření šestičlenného Revolučního národního výboru v Kolíně, jehož se stal členem

### Po roce 1945
Na sklonku války prožil radostnou rodinnou událost, když se mu 10. dubna 1945 narodil syn Jaromír. Žel manželka Josefa po necelých dvou letech zemřela (19. 2. 1947). V dubnu 1951 se oženil podruhé s Jiřinou, rozenou Součkovou. To již v náboženské obci působil jako samostatný farář (od 1. 9. 1945), zároveň byl zvolen předsedou kolínského okrsku. V pražské diecézi byl členem prezídia diecézní rady a z této funkce podle potřeby zastupoval pražského biskupa. Dlouhá léta se také jako člen ústředního výboru a předseda okresního výboru věnoval práci ve Svazu protifašistických bojovníků. Zemřel po dlouhé nemoci 9. listopadu 1975. Ostatky zesnulého faráře jsou uloženy v kolumbáriu kolínského Husova sboru, v němž sloužil 32 let.